# Bahamut
Bahamut, także: Balhut – mitologiczny stwór pochodzący z Arabii. Jest to ogromna ryba (lub wieloryb), na której ma opierać się cały świat.
Według opisu przytoczonego przez Lane'a, Bóg stworzył Ziemię; żeby miał na czym się oprzeć, pod ziemią stworzył anioła. Ale anioł też nie miał oparcia, więc pod jego nogi wsunął rubinową skałę; ponieważ skała nie miała oparcia, stworzył byka o czterech tysiącach oczu, uszu, nozdrzy, pysków, języków i stóp; ale byk nie miał oparcia, stworzył więc rybę imieniem Bahamut, pod którą umieścił wodę, pod wodą zaś ciemność – i tylko do tego punktu sięga ludzka wiedza.